# Mark Knowles
Mark Knowles (* 4. September 1971 in Nassau) ist ein ehemaliger bahamaischer Tennisspieler.

## Karriere
Mark Knowles begann seine Profi-Karriere im Jahr 1992. Schon früh konzentrierte er sich auf das Tennis-Doppel und wurde am 24. Juni 2002 erstmals die Nummer 1 der Doppel-Weltrangliste. Mit seinem Doppelpartner, dem Kanadier Daniel Nestor, konnte er 2002 die Australian Open, 2004 die US Open und 2007 die French Open für sich entscheiden. Nach den US Open 2007 beendeten Knowles und Nestor die Zusammenarbeit. Danach spielte er drei Jahre mit dem indischen Tennisspieler Mahesh Bhupathi, ehe er mit Mardy Fish und Xavier Malisse jeweils zwei weitere Titel gewinnen konnte. Im Anschluss an die US Open 2012 beendete Knowles seine Karriere. Er erreichte 13 Grand-Slam-Finals und gewann 55 Titel im Doppel, wobei er 744 seiner Doppelpartien gewann und nur 379 verlor.
Knowles spielte mehr als 13 Jahren für das Davis-Cup-Team der Bahamas und nahm zwischen 1992 und 2008 an fünf Olympischen Spielen teil. Er ist mit 29 Partien Rekordspieler seines Landes und ist außerdem der erfolgreichste Spieler mit insgesamt 41 Siegen (davon 23 im Einzel und 18 im Doppel).

## Erfolge
| Legende (Anzahl der Siege)                            |
| Grand Slam                                            |
| Tennis Masters Cup ATP World Tour Finals (1)          |
| ATP Masters Series ATP World Tour Masters 1000 (17)   |
| ATP International Series Gold ATP World Tour 500 (15) |
| ATP International Series ATP World Tour 250 (19)      |
| ATP Challenger Tour (11)                              |

| ATP-Titel nach Belag |
| -------------------- |
| Hartplatz (37)       |
| Sand (11)            |
| Rasen (4)            |
| Teppich (4)          |

### Doppel
| Nr. | Datum              | Turnier          | Belag         | Partner          | Finalgegner                           | Ergebnis          |
| --- | ------------------ | ---------------- | ------------- | ---------------- | ------------------------------------- | ----------------- |
| 1.  | 2. August 1993     | Montreal (1)     | Hartplatz     | Jim Courier      | Glenn Michibata David Pate            | 6:1, 1:6, 7:6     |
| 2.  | 19. September 1994 | Bogotá           | Sand          | Daniel Nestor    | Luke Jensen Murphy Jensen             | 6:4, 7:6          |
| 3.  | 17. April 1995     | Tokio            | Hartplatz     | Jonathan Stark   | John Fitzgerald Anders Järryd         | 7:5, 6:4          |
| 4.  | 21. August 1995    | Indianapolis (1) | Hartplatz     | Daniel Nestor 2  | Scott Davis Todd Martin               | 6:3, 7:5          |
| 5.  | 8. Januar 1996     | Doha (1)         | Hartplatz     | Daniel Nestor 3  | Jacco Eltingh Paul Haarhuis           | 7:6, 6:3          |
| 6.  | 5. Februar 1996    | Shanghai         | Teppich       | Roger Smith      | Jim Grabb Michael Tebbutt             | 4:6, 6:2, 7:6     |
| 7.  | 26. Februar 1996   | Memphis (1)      | Hartplatz (i) | Daniel Nestor 4  | Todd Woodbridge Mark Woodforde        | 7:6, 1:6, 6:4     |
| 8.  | 13. Mai 1996       | Hamburg (1)      | Sand          | Daniel Nestor 5  | Guy Forget Jakob Hlasek               | 6:4, 7:6          |
| 9.  | 12. August 1996    | Cincinnati (1)   | Hartplatz     | Daniel Nestor 6  | Sandon Stolle Cyril Suk               | 6:2, 7:5          |
| 10. | 17. März 1997      | Indian Wells (1) | Hartplatz     | Daniel Nestor 7  | Mark Philippoussis Patrick Rafter     | 7:5, 6:4          |
| 11. | 19. Mai 1997       | Rom (1)          | Sand          | Daniel Nestor 8  | Byron Black Alex O’Brien              | 6:3, 4:6, 7:5     |
| 12. | 17. August 1998    | Cincinnati (2)   | Hartplatz     | Daniel Nestor 9  | Olivier Delaître Fabrice Santoro      | 6:7, 6:4, 6:4     |
| 13. | 10. Januar 2000    | Doha (2)         | Hartplatz     | Maks Mirny       | Alex O’Brien Jared Palmer             | 6:3, 6:4          |
| 14. | 27. November 2000  | Stockholm        | Hartplatz (i) | Daniel Nestor 10 | Petr Pála Pavel Vízner                | 6:3, 6:2          |
| 15. | 8. Januar 2001     | Doha (3)         | Hartplatz     | Daniel Nestor 11 | Juan Balcells Andrei Olchowski        | 6:3, 6:1          |
| 16. | 5. März 2001       | San José (1)     | Hartplatz (i) | Brian MacPhie    | Jan-Michael Gambill Jonathan Stark    | 6:3, 7:64         |
| 17. | 20. August 2001    | Indianapolis (2) | Hartplatz     | Brian MacPhie    | Mahesh Bhupathi Sébastien Lareau      | 7:63, 6:3         |
| 18. | 28. Januar 2002    | Australian Open  | Hartplatz     | Daniel Nestor 12 | Michaël Llodra Fabrice Santoro        | 7:64, 6:3         |
| 19. | 4. März 2002       | Dubai (1)        | Hartplatz     | Daniel Nestor 13 | Joshua Eagle Sandon Stolle            | 3:6, 6:3, [13:11] |
| 20. | 18. März 2002      | Indian Wells (2) | Hartplatz     | Daniel Nestor 14 | Roger Federer Maks Mirny              | 6:4, 6:4          |
| 21. | 1. April 2002      | Miami            | Hartplatz     | Daniel Nestor 15 | Donald Johnson Jared Palmer           | 4:6, 7:66, 6:2    |
| 22. | 24. Juni 2002      | Nottingham       | Rasen         | Mike Bryan       | Donald Johnson Jared Palmer           | 0:6, 7:63, 6:4    |
| 23. | 19. August 2002    | Indianapolis (3) | Hartplatz     | Daniel Nestor 16 | Mahesh Bhupathi Maks Mirny            | 4:6, 7:63, 6:4    |
| 24. | 21. Oktober 2002   | Madrid (1)       | Hartplatz (i) | Daniel Nestor 17 | Mahesh Bhupathi Maks Mirnyi           | 6:4, 6:3          |
| 25. | 24. Februar 2003   | Memphis (2)      | Hartplatz (i) | Daniel Nestor 18 | Bob Bryan Mike Bryan                  | 6:2, 7:63         |
| 26. | 3. März 2003       | Acapulco         | Sand          | Daniel Nestor 19 | David Ferrer Fernando Vicente         | 6:3, 6:3          |
| 27. | 28. April 2003     | Houston          | Sand          | Daniel Nestor 20 | Jan-Michael Gambill Graydon Oliver    | 6:4, 6:3          |
| 28. | 19. Mai 2003       | Hamburg (2)      | Sand          | Daniel Nestor 21 | Mahesh Bhupathi Maks Mirny            | 6:4, 6:4          |
| 29. | 16. Juni 2003      | Queen’s Club (1) | Rasen         | Daniel Nestor 22 | Mahesh Bhupathi Maks Mirny            | 6:3, 6:4          |
| 30. | 27. Oktober 2003   | Basel (1)        | Teppich (i)   | Daniel Nestor 23 | Lucas Arnold Ker Mariano Hood         | 6:4, 6:2          |
| 31. | 1. März 2004       | Marseille        | Hartplatz (i) | Daniel Nestor 24 | Martin Damm Cyril Suk                 | 7:5, 6:3          |
| 32. | 3. Mai 2004        | Barcelona (1)    | Sand          | Daniel Nestor 25 | Mariano Hood Sebastián Prieto         | 6:3, 6:2          |
| 33. | 9. August 2004     | Cincinnati (3)   | Hartplatz     | Daniel Nestor 26 | Jonas Björkman Todd Woodbridge        | 7:65, 6:3         |
| 34. | 13. September 2004 | US Open          | Hartplatz     | Daniel Nestor 27 | Leander Paes David Rikl               | 6:3, 6:3          |
| 35. | 25. Oktober 2004   | Madrid (2)       | Hartplatz (i) | Daniel Nestor 28 | Bob Bryan Mike Bryan                  | 6:3, 6:4          |
| 36. | 21. März 2005      | Indian Wells (3) | Hartplatz     | Daniel Nestor 29 | Wayne Arthurs Paul Hanley             | 7:66, 7:62        |
| 37. | 25. April 2005     | Houston (2)      | Sand          | Daniel Nestor 30 | Martín García Luis Horna              | 6:3, 6:4          |
| 38. | 17. Oktober 2005   | Wien             | Hartplatz (i) | Daniel Nestor 31 | Jonathan Erlich Andy Ram              | 5:3, 5:42         |
| 39. | 24. Oktober 2005   | Madrid (3)       | Hartplatz (i) | Daniel Nestor 32 | Leander Paes Nenad Zimonjić           | 3:6, 6:3, 6:2     |
| 40. | 6. Februar 2006    | Delray Beach     | Hartplatz     | Daniel Nestor 33 | Chris Haggard Wesley Moodie           | 6:2, 6:3          |
| 41. | 20. März 2006      | Indian Wells (4) | Hartplatz     | Daniel Nestor 34 | Bob Bryan Mike Bryan                  | 6:4, 6:4          |
| 42. | 1. Mai 2006        | Barcelona (2)    | Sand          | Daniel Nestor 35 | Mariusz Fyrstenberg Marcin Matkowski  | 6:75, 6:3, [10:5] |
| 43. | 15. Mai 2006       | Rom (2)          | Sand          | Daniel Nestor 36 | Jonathan Erlich Andy Ram              | 4:6, 6:4, [10:6]  |
| 44. | 30. Oktober 2006   | Basel (2)        | Teppich (i)   | Daniel Nestor 37 | Mariusz Fyrstenberg Marcin Matkowski  | 4:6, 6:4, [10:8]  |
| 45. | 11. Juni 2007      | French Open      | Sand          | Daniel Nestor 38 | Lukáš Dlouhý Pavel Vízner             | 2:6, 6:3, 6:4     |
| 46. | 17. Juni 2007      | Queen’s Club (2) | Rasen         | Daniel Nestor 39 | Bob Bryan Mike Bryan                  | 7:64, 7:5         |
| 47. | 18. November 2007  | Shanghai         | Hartplatz (i) | Daniel Nestor 40 | Simon Aspelin Julian Knowle           | 6:2, 6:3          |
| 48. | 2. März 2008       | Memphis (3)      | Hartplatz (i) | Mahesh Bhupathi  | Sanchai Ratiwatana Sonchat Ratiwatana | 7:65, 6:2         |
| 49. | 8. März 2008       | Dubai (2)        | Hartplatz     | Mahesh Bhupathi  | Martin Damm Pavel Vízner              | 7:5, 7:67         |
| 50. | 18. Oktober 2008   | Basel (3)        | Teppich       | Mahesh Bhupathi  | Christopher Kas Philipp Kohlschreiber | 6:3, 6:3          |
| 51. | 16. Februar 2009   | Memphis (4)      | Hartplatz (i) | Mardy Fish       | Travis Parrott Filip Polášek          | 7:67, 6:1         |
| 52. | 16. August 2009    | Montréal (2)     | Hartplatz     | Mahesh Bhupathi  | Maks Mirny Andy Ram                   | 6:4, 6:3          |
| 53. | 8. August 2010     | Washington, D.C. | Hartplatz     | Mardy Fish       | Tomáš Berdych Radek Štěpánek          | 4:6, 7:67, [10:7] |
| 54. | 31. Juli 2011      | Los Angeles      | Hartplatz     | Xavier Malisse   | Somdev Devvarman Treat Conrad Huey    | 7:63, 7:610       |
| 55. | 19. Februar 2012   | San José (2)     | Hartplatz (i) | Xavier Malisse   | Frank Moser Kevin Anderson            | 6:4, 1:6, [10:5]  |

### Mixed
| Nr. | Datum        | Turnier   | Belag | Partner             | Finalgegner             | Ergebnis |
| --- | ------------ | --------- | ----- | ------------------- | ----------------------- | -------- |
| 1.  | 5. Juli 2009 | Wimbledon | Rasen | Anna-Lena Grönefeld | Leander Paes Cara Black | 7:5, 6:3 |

## Abschneiden bei bedeutenden Turnieren

### Doppel
Die Tabelle listet die Ergebnisse der Grand-Slam-Turniere, der ATP Finals, der Olympischen Spiele, des Davis Cups und der Masters-Turniere auf.
| Turnier           | 2013 | 2012 | 2011 | 2010 | 2009 | 2008 | 2007 | 2006 | 2005 | 2004 | 2003 | 2002 | 2001 | 2000 | 1999 | 1998 | 1997 | 1996 | 1995 | 1994 | 1993 | 1992 | Karriere |
| ----------------- | ---- | ---- | ---- | ---- | ---- | ---- | ---- | ---- | ---- | ---- | ---- | ---- | ---- | ---- | ---- | ---- | ---- | ---- | ---- | ---- | ---- | ---- | -------- |
| Australian Open   | —    | —    | 2    | —    | F    | HF   | HF   | 1    | 1    | VF   | F    | S    | 2    | 1    | 2    | 1    | VF   | VF   | F    | 1    | 2    | —    | 1 × S    |
| French Open       | —    | AF   | 1    | 2    | AF   | 1    | S    | 2    | HF   | VF   | AF   | F    | AF   | 1    | 2    | F    | 2    | 2    | AF   | —    | —    | —    | 1 × S    |
| Wimbledon         | 1    | 1    | 1    | 1    | VF   | 1    | VF   | HF   | VF   | HF   | VF   | F    | AF   | AF   | HF   | AF   | AF   | AF   | HF   | 2    | VF   | 2    | 1 × F    |
| US Open           | —    | 1    | AF   | AF   | F    | AF   | VF   | AF   | 1    | S    | HF   | VF   | VF   | 1    | 1    | F    | —    | 1    | VF   | HF   | 1    | —    | 1 × S    |
| ATP Finals        | —    | —    | —    | —    | HF   | RR   | —    | F    | RR   | HF   | HF   | —    | HF   | —    | —    | F    | RR   | RR   | RR   | —    | —    | —    | 2 × F    |
| Indian Wells      | —    | 1    | VF   | —    | AF   | VF   | 1    | S    | S    | HF   | VF   | S    | HF   | 1    | AF   | AF   | S    | AF   | AF   | 1    | —    | —    | 4 × S    |
| Miami             | —    | 1    | —    | 1    | 1    | F    | VF   | 1    | HF   | HF   | VF   | S    | HF   | 2    | —    | HF   | F    | HF   | VF   | F    | 1    | —    | 1 × S    |
| Monte Carlo       | —    | —    | —    | VF   | VF   | F    | AF   | AF   | VF   | HF   | AF   | VF   | 1    | AF   | VF   | —    | —    | —    | —    | 1    | —    | —    | 1 × F    |
| Madrid            | —    | —    | 1    | AF   | AF   | F    | AF   | F    | S    | S    | VF   | S    |      |      |      |      |      |      |      |      |      |      | 3 × S    |
| Rom               | —    | —    | AF   | AF   | HF   | AF   | HF   | S    | VF   | VF   | VF   | VF   | 1    | 1    | VF   | 1    | S    | 1    | 1    | AF   | —    | —    | 2 × S    |
| Hamburg           |      |      |      |      |      | AF   | AF   | F    | VF   | VF   | S    | VF   | HF   | AF   | VF   | VF   | AF   | S    | 1    | —    | —    | —    | 2 × S    |
| Kanada            | —    | 1    | 1    | AF   | S    | VF   | VF   | HF   | VF   | HF   | AF   | F    | AF   | VF   | AF   | VF   | —    | F    | AF   | HF   | S    | —    | 2 × S    |
| Cincinnati        | —    | —    | 1    | VF   | HF   | HF   | VF   | VF   | HF   | S    | HF   | VF   | 1    | 1    | HF   | S    | —    | S    | F    | —    | AF   | —    | 3 × S    |
| Stockholm         |      |      |      |      |      |      |      |      |      |      |      |      |      |      |      |      |      |      |      | 1    | —    | —    | 1 × 1R   |
| Essen             |      |      |      |      |      |      |      |      |      |      |      |      |      |      |      |      |      |      | AF   |      |      |      | 1 × AF   |
| Stuttgart         |      |      |      |      |      |      |      |      |      |      |      |      | 1    | —    | 1    | AF   | VF   | AF   |      |      |      |      | 1 × VF   |
| Shanghai          | —    | —    | 1    | 1    | HF   |      |      |      |      |      |      |      |      |      |      |      |      |      |      |      |      |      | 1 × HF   |
| Paris             | —    | —    | 1    | F    | AF   | AF   | AF   | VF   | F    | VF   | HF   | VF   | AF   | —    | HF   | HF   | VF   | VF   | VF   | AF   | —    | —    | 2 × F    |
| Olympische Spiele |      | —    |      |      |      | 1    |      |      |      | 1    |      |      |      | VF   |      |      |      | AF   |      |      |      | 1    | 1 × VF   |
| Davis Cup         | —    | —    | —    | —    | —    | —    | —    | —    | —    | —    | —    | —    | —    | —    | —    | —    | —    | —    | —    | —    | PO   | —    | —        |

Zeichenerklärung: S = Turniersieg; F, HF, VF, AF = Einzug ins Finale, Halb-, Viertel-, Achtelfinale; 1, 2, 3 = Ausscheiden in der 1., 2., 3. Haupt- / Finalrunde; Q1, Q2, Q3 = Ausscheiden in der 1., 2. 3. Qualifikationsrunde; RR = Round Robin (Gruppenphase); nicht ausgetragen oder andere Kategorie; PO (Playoff), P2 = Auf-/Abstiegsrunde zur Weltgruppe I/II im Davis Cup; W2 = Teilnahme in der Weltgruppe II

### Mixed
| Turnier         | 1994 | 1995 | 1996 | 1997 | 1998 | 1999 | 2000 | 2001 | 2002 | 2003 | 2004 | 2005 | 2006 | 2007 | 2008 | 2009 | 2010 | 2011 | 2012 | 2013 | Karriere |
| --------------- | ---- | ---- | ---- | ---- | ---- | ---- | ---- | ---- | ---- | ---- | ---- | ---- | ---- | ---- | ---- | ---- | ---- | ---- | ---- | ---- | -------- |
| Australian Open | —    | —    | HF   | HF   | AF   | 1    | 1    | VF   | 1    | AF   | VF   | 1    | 1    | AF   | HF   | AF   | —    | 1    | —    | —    | HF       |
| French Open     | —    | AF   | —    | VF   | 2    | —    | —    | AF   | F    | AF   | AF   | AF   | 1    | HF   | AF   | HF   | 1    | 1    | —    | —    | F        |
| Wimbledon       | 1    | —    | 1    | 2    | —    | HF   | VF   | AF   | 1    | —    | 2    | AF   | AF   | 2    | 2    | S    | AF   | AF   | 2    | 2    | S        |
| US Open         | AF   | 1    | —    | —    | 1    | 1    | AF   | VF   | VF   | VF   | 1    | AF   | 1    | HF   | 1    | AF   | HF   | AF   | —    | —    | HF       |

## Privates
Mark Knowles ist verheiratet und hat drei Kinder, zwei Söhne und eine Tochter.